# Taparella bellata
Taparella bellata är en insektsart som beskrevs av Medler 1991. Taparella bellata ingår i släktet Taparella och familjen Flatidae. Inga underarter finns listade i Catalogue of Life.